# Orionteatern
Orionteatern är en fri teater på Katarina Bangata 77 på Södermalm i Stockholm.

## Historia
Orionteatern, som startades 1983, har sitt ursprung i den fria barnteatern Modellteatern i Eskilstuna, som 1969 startades av en grupp teatermänniskor som Thomas Roos och under många år etablerade sig som en av Sveriges främsta barnteatrar och med vissa produktioner överförda till Sveriges Television, såsom Med slöja och svärd (1981) med bland andra Johan Rabaeus och Storklas och Lillklas (1982). Trots dessa framgångar tvingades teatern lägga ner sin verksamhet i Eskilstuna och söka en ny lämplig plats för sin fortsatta verksamhet. På Södermalm i Stockholm hittade de lösningen i en stor, före detta mekanisk verkstad och i och med flytten ändrade de namnet till Orionteatern.
Lars Rudolfsson och Stina Oscarson var tillsammans konstnärliga ledare för teatern mellan 2004 och 2011. Stina Oscarson lämnade teatern för att bli chef för Radioteatern 2011 medan Lars Rudolfsson stannade kvar som ensam konstnärlig ledare. Orionteatern är även en utbildningsteater med ett utvecklat samarbete med Teaterhögskolan och Dramatiska Institutet i Stockholm. Dessutom har man intimt samarbete med andra teaterkulturer och ett utvecklat utbyte av föreställningar med bland andra Theatre de Complicité i London, Le Cirque Invisible från Paris och The Suzuki Company från Japan.
Byggnaden användes tidigare av Axel G Jansson Smide & Mekanisk Verkstad som grundades 1908. Byggnaden på Katarina Bangata byggdes 1929 då området var ett industriområde.

## Konstnärliga ledare
- Lars Rudolfsson, 1983–1993
- Peter Oskarson, 1993–2001
- Lars Rudolfsson, 2002–2015
- Lena Josefsson, 2002 (delat ledarskap med Lars Rudolfsson)
- Stina Oscarson, 2004–2011 (delat ledarskap med Lars Rudolfsson)
- Sally Palmquist Procopé, 2016–2020
- Helena Hammarskiöld, 2021–2022
- Lars Rudolfsson, 2022–

## Uppsättningar (urval)
| År   | Produktion                               | Upphovsmän                                            | Regi             | Noter |
| ---- | ---------------------------------------- | ----------------------------------------------------- | ---------------- | --- |
| 1983 | Skrattmänniskan                          | Victor Hugo                                           | Lars Rudolfsson  | Premiär 2 december 1983 Anders Andersson, Helena Cronholm, Sten Elfström, Magnus Eriksson, Håkan Fohlin, Nicke Lundblad, Inger Norryd, Thomas Roos, Lena Strömdahl, Ulla Trulsson |
| 1986 | Råttoperan                               | Inger Rydén Bearbetning Birgit Hageby                 | Lars Rudolfsson  | Premiär 7 december 1986 Lena Strömdahl, Inger Norryd, Kim Rhedin, Nicke Lundblad, Anders Andersson, Håkan Fohlin, Magnus Eriksson Scenografi Lars Rudolfsson och Anders Rosenquist, kostym Pyret Gustavsson, mask Lena Wrange |
| 1988 | Kvinnornas Decamerone Zhenskij Dekameron | Julia Voznesenskaja Textbearbetning Ingrid Kallenbäck | Lars Rudolfsson  | Premiär 31 december 1988 Anders Andersson, Lena Strömdahl, Inger Norryd, Kim Rhedin, Christina Hellman, Gudrun Henricsson, Olof Huddén, Maud Hyttenberg, Sissela Kyle, Gunilla Larsson, Lena Lindgren, Nicke Lundblad, Catherine Parment, Thomas Roos, Eva Kristin Tangen, Ulla Trulsson Musik Per Åke Holmander, scenografi Per A Jonsson, ljussättning Anders Rosenquist, kostym Kersti Vitali, mask Kjerstin Elg |
| 1989 | Woyzeck                                  | Georg Büchner                                         | Lars Rudolfsson  | Premiär 30 september 1989 Anders Andersson, Håkan Fohlin, Magnus Eriksson, Lena Strömdahl, Thomas Roos, Torsten Föllinger, Nicke Lundblad, Gudrun Henricsson, Carlo Schmidt Scenografi Helen Ersbacken, kostym Kerstin Vitali |
| 2017 | Hålet                                    | Mattias Fransson                                      | Mattias Fransson | Premiär 13 oktober 2017 Mattias Fransson, Helena Lindegren, Jens Sjögren, Kristiina Viiala Scenografi Markus Granqvist, kostym Lena Lindgren |
| 2025 | Kvinnor i mörkret                        | Iryna Serebriakova, Masha Denisova, Barbro Lindgren   | Lars Rudolfsson  | Premiär 25 april 2025 Lydia Flores Garcia, Malin From, Martin Hasselgren, Niklas Lindgren, Nina Irendotter, Richard Ahlman Scenografi John Engberg, kostym Kersti Vitali Rudolfsson |

## Bildgalleri i den forna industrilokalen

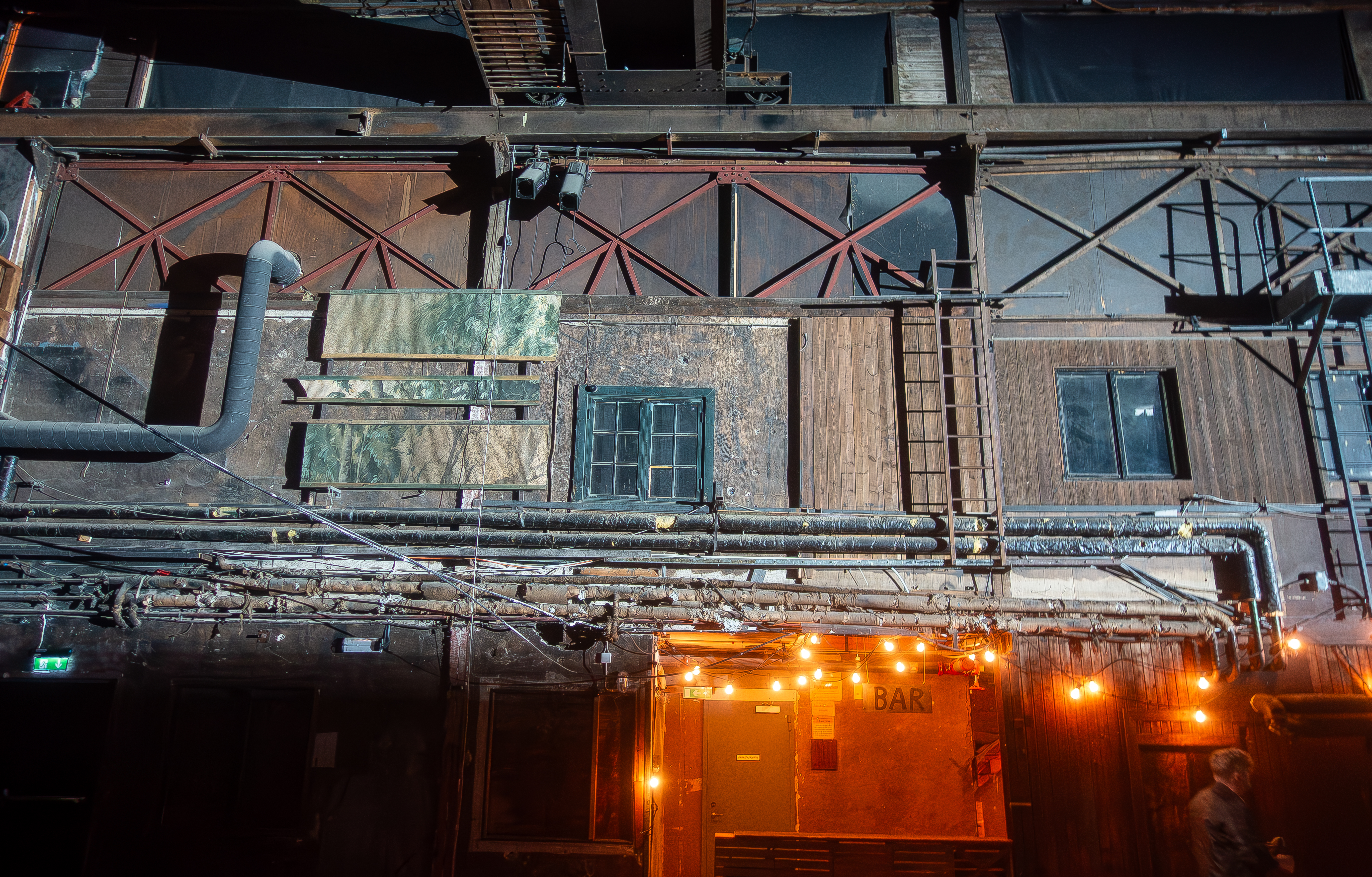
Väggarna bär spår från industriverksamheten.
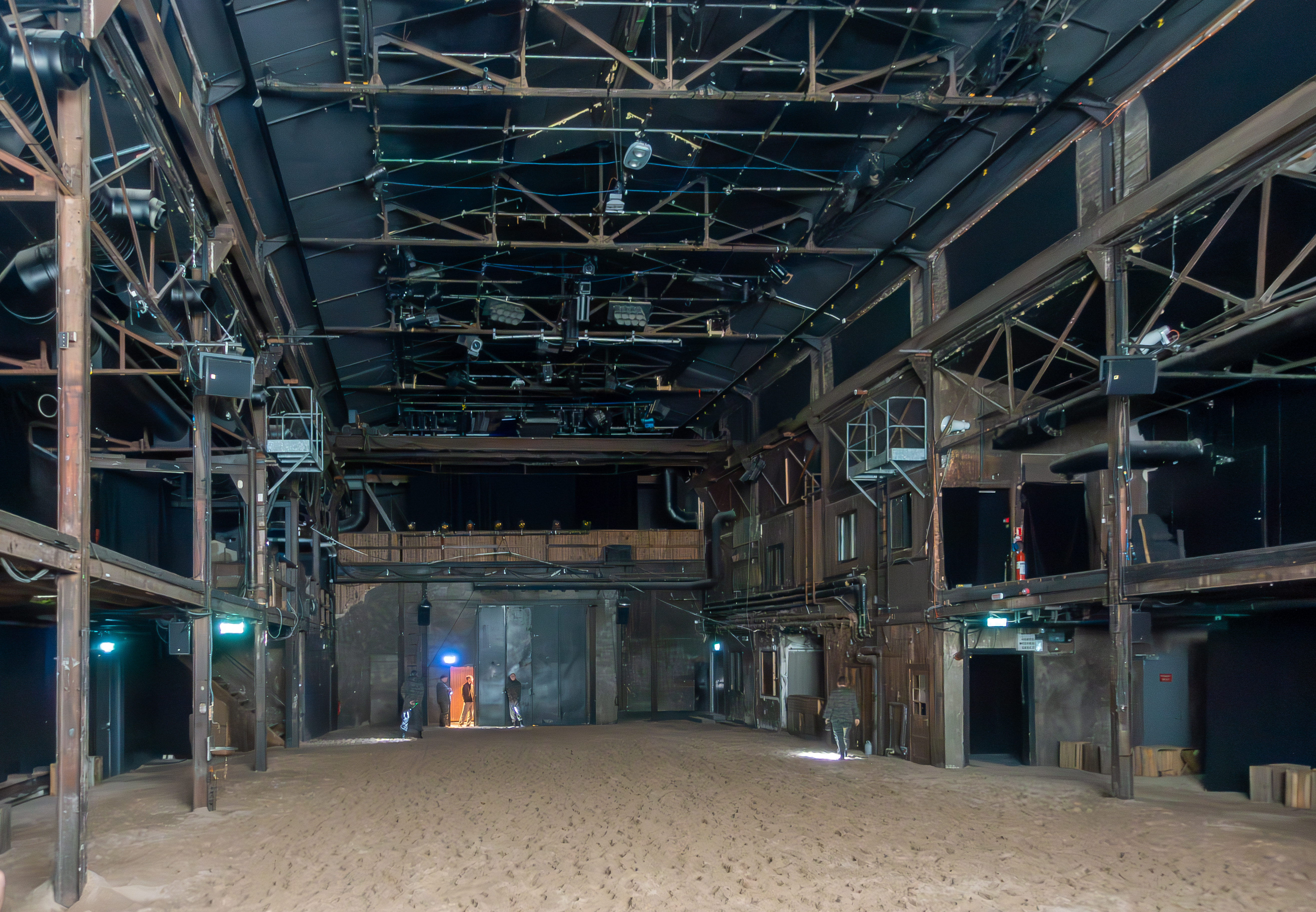
45 ton sand utlagt inför pjäsen Kvinnor i mörkret 2025.
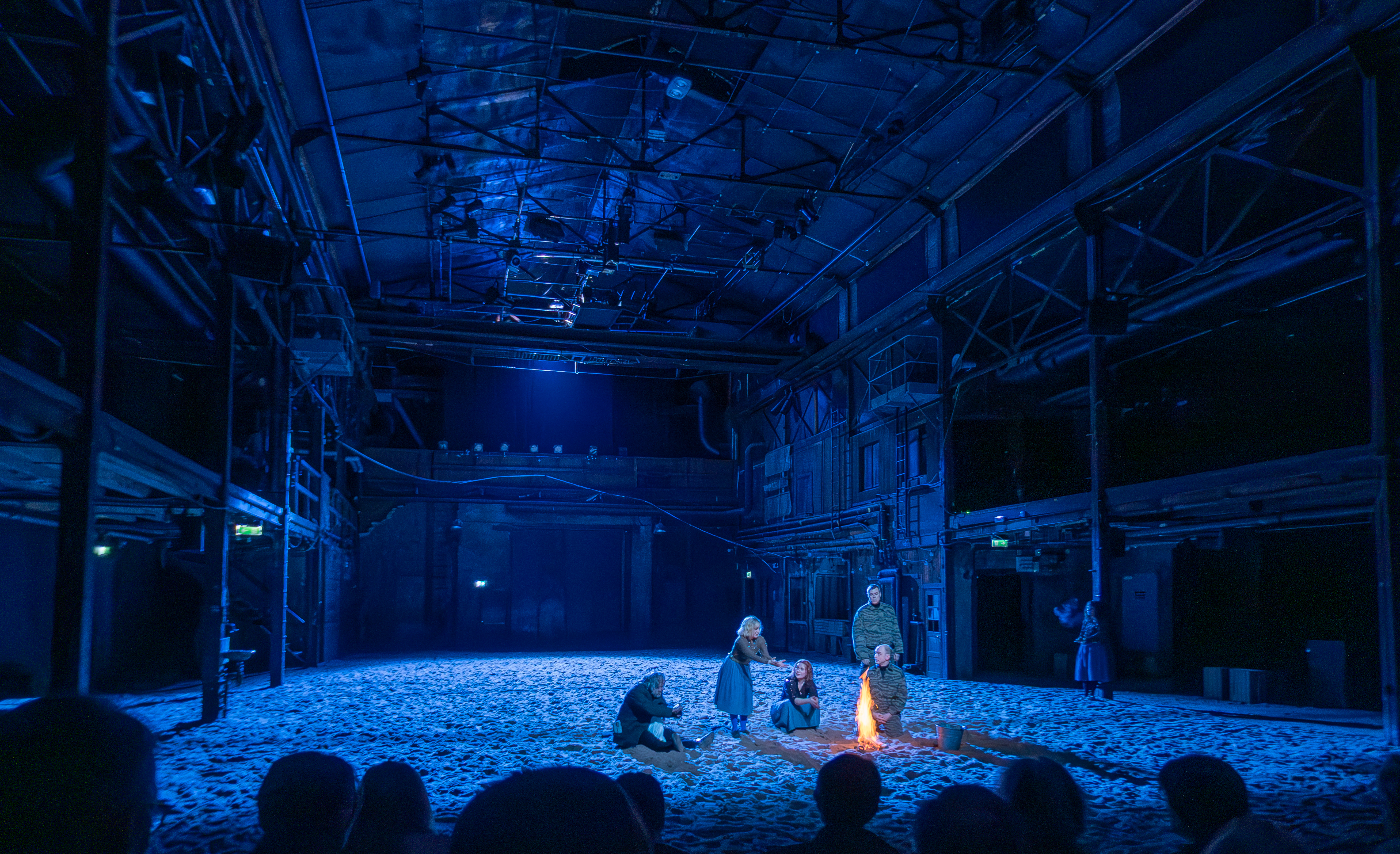
Orionteatern spelar pjäsen Kvinnor i mörkret 2025.